# 淡海悟郎
淡海 悟郎（おうみ ごろう）は、日本の作曲家、編曲家、キーボーディスト、シンセサイザー奏者、スタジオ・ミュージシャン、音楽プロデューサー、実業家。本名、松井 拓。

## 経歴と人物
1966年、開成高校卒業。東京芸術大学音楽学部作曲科卒業。作曲を石桁真礼生に、ピアノを水谷達夫に師事した。東京芸術大学在学中にミュージカル『白い川』を作曲した。本作の歌唱と演技に対し森田克子が1971（昭和46）年度第26回文化庁芸術祭大衆芸能部門優秀賞を受賞した。卒業後、淡海悟郎とミクロコスモス、ミノタウロス、淡海悟郎&ビッグ・マウスなどのリーダーを経て主に作編曲家として活動した。
日本におけるシンセサイザー・プログレッシブ・ロック・ミュージックの草分けであるとともにクラシック音楽にも造詣が深く、ポップスから児童音楽、劇伴に至るまで多方面で活動した。中でも栗本薫の同名小説を原作とするイメージアルバム『グイン・サーガ』シリーズはライフワークであると同時に、代表作といえる。CM音楽、プロレスラーの入場テーマ曲なども多数手がけた。
1993年10月、音楽制作、録音スタジオ運営、コンサート、ライブ等の出張録音、CD制作等を手がける株式会社トーンマイスターを設立し、2004年1月まで代表取締役をつとめた。

## 主なディスコグラフィ

### オリジナル・企画アルバム
- グイン・サーガ・シリーズ イメージアルバム（日本コロムビア）
- :ストーリーをもとに、映画のサウンドトラック風に音楽化した作品。『グラフィティ』の1曲を小説の作者である栗本薫、『炎の群像』の全曲を栗本が中島梓名義で作詞している。また『炎の群像』の一部楽曲は中島梓の作曲による。

| タイトル            | 収録曲 | 演奏                                      | 発売日         | 備考 |
| ------------------- | --- | ----------------------------------------- | -------------- | --- |
| 辺境篇              | 1. 死霊の森〜戦士グイン 2. パロの真珠 3. 黒伯爵の砦 4. スタフォロスの戦い 5. 辺境 6. モンゴールの進軍 7. 砂漠の民〜セムとラゴン〜 8. 辺境の王者 | 淡海悟郎&ビッグ・マウス                   | 1983年10月21日 | 正伝1 - 5巻のストーリーを音楽化。                                                                         |
| 陰謀篇              | 1. さらば砂漠〜ノスフェラスの王〜 2. 草原の風雲児 3. 謎の海賊船 4. 神の棲む島 5. パロへ〜アルド・ナリス〜 6. 魔道の都 7. 仮面舞踏会〜アムネリスの恋〜 8. 死の婚礼 | 淡海悟郎&ビッグ・マウス                   | 1984年9月21日  | 正伝6 - 10巻のストーリーを音楽化。                                                                        |
| 戦乱篇              | 1. プロローグ〜蜃気楼の恋唄〜 2. クリスタルの反乱 I 3. 間奏曲〜如何なる星の下に〜 4. クリスタルの反乱 II 5. 復讐の女神 6. 間奏曲〜幽囚〜 7. レムス戴冠 | 淡海悟郎&ビッグ・マウスwith大魔道管弦楽団 | 1985年3月21日  | 正伝11 - 16巻のストーリーを音楽化。                                                                       |
| グラフィティ        | 1. 吟遊詩人マリウス（Marius the Troubadour） 2. ナリス，闇と炎の王子（Nalis: Prince of Light and Dark） 3. スカール，草原の狼（Skarl: Wolf on the Prairie） 4. レムスのパッサカリア（Toccata & Lemse's Passacaglia） 5. アムネリス，復讐の女神（Amneriss; The Avenging Angel） 6. リンダ讃歌（Homage to Linda） 7. イシュトヴァーンの夢（Istvan's Dream） 8. 豹頭王グイン（《GUIN》with Panther Head） | 淡海悟郎&ビッグ・マウスwith大魔道管弦楽団 | 1985年12月21日 | 主役級の登場人物8人をテーマとした楽曲が収められている。 「《GUIN》with Panther Head」の作詞は栗本薫。     |
| 七人の魔道師        | 1. 前奏曲：ようこそ まじない小路へ（Prelude: Welcome to the Magic Alley） 2. 妖艶なるタミヤのダンス（Thamia’s Dance） 3. 間奏曲：サイロンの悪夢（Intermezzo: Nightmare of Cylon） 4. エイラハの哄笑（Eyraxa） 5. 間奏曲：グラッグの闇の馬（Intermezzo: Horses from the Underground） 6. ルールバの顔（Luhrba in the Sky） 7. 間奏曲：ヴァルーサ（Intermezzo: Valusa） 8. イグ＝ソッグ、ひづめある者（Igg-Soggue the Hoofed） 9. 間奏曲：悲しみのサイロン（Intermezzo: Cylon in Grief） 10. 長舌のババヤガ（Babaiagah of the Long Tongue） 11. 間奏曲：皇女シルヴィア（Intermezzo: Heartless Sylvia） 12. ドールに追われる男イェライシャ（Yelaisha: Fugitive from Dor） 13. 間奏曲：黒魔殿（Intermezzo: Monolith） 14. ヤンダル・ゾッグ（Jandar-Dzogg） | 淡海悟郎と怨霊楽団                        | 1986年9月1日   | 外伝1巻のストーリーを音楽化。                                                                             |
| 氷雪の女王/時の封土 | 【DISC I】 1. ヴァルハラの魔女part I『北への旅』 2. ヴァルハラの魔女part II『凶宴』 3. ヴァルハラの魔女part III『逃亡』 4. 三つの試練part I『霧怪フルゴル』 5. 三つの試練part II『地獄の犬ガルム』 6. 三つの試練part III『妖蛆クロウラー』 7. 黒小人とローキ 8. 氷雪の女王 【DISC II】 1. アル・ディーンと呼ばれし頃 2. 吟遊詩人マリウス 3. DARK LAND 4. 白魔 5. 時渡り 6. 時の封土 7. レムスの恋唄 8. クリームヒルドのバラード 9. 樹怪シレーヌ 10. ロカンドラスの幻影 | LEGEND (DISC I)、淡海悟郎 (DISC II)       | 1993年10月21日 | 外伝4、5巻のストーリーを音楽化。2枚組。                                                                   |
| イリスの石          | 1. ゾルーディアへの道 2. 死の都 3. 死の娘《タニア》 4. 冥府宮のロンド“Making of mummy” 5. アル = ロート讃歌 6. アル = ケートルの嘆き 7. タニアの接吻 8. イリスの石 | 淡海悟郎                                  | 1994年9月21日  | 外伝2巻のストーリーを音楽化。                                                                             |
| ノスフェラスの嵐    | 1. A ILL-FATED ENCOUNTER 2. GO TO THE CORE 3. LOVE SONG 4. NOSPHERUS, AGAIN 5. GURU-NOO 6. FLOATING IN THE RADIATION 7. A CONFLICT AT SAIMM 8. A REQUIEM FOR LEE-FA | 淡海悟郎 (1 - 5)、LEGEND (6 - 8)          | 1995年1月1日   | 正伝19、24巻（第4話）のストーリーを音楽化。                                                               |
| ケイロニア篇        | 1. 北の都〜サイロン〜 2. ロンド・プロフィール 3. 間奏曲 I〜月の王子〜 4. ランドック〜ロカンドラスの幻影PartII 5. 黒曜宮の陰謀 6. 間奏曲 II〜風のゆくえ〜 7. ケイロニア・ワルツ | チェコ・フィルハーモニー管弦楽団          | 1995年7月21日  | 正伝17、18、20 - 23巻のストーリーを音楽化。                                                               |
| 炎の群像            | 1. Overture 2. モンゴールの奇襲 3. 故郷の緑の丘 4. 組曲 クリスタル夜想曲（ノクターン） 5. パロの娘 6. パロのテーマ 7. 赤い月の下で 8. 祖国は暴虐の炎の下 9. 組曲 パロのワルツ A. パロのワルツ B. サリアの娘 C. 赤い月の下でII D. パロのワルツII 10. もう誰も愛さない〜I'll never fall in love 愛の試練〜Love treats everything 11. リンダの恋（リンダ賛歌より） 12. 蜃気楼の恋唄 13. パロの緑の丘〜パロのテーマ 14. サリア讃歌 15. 組曲 クリスタルの戦い A. パロのテーマ B. 復活の日 C. パロの緑の丘 -パロ国家- 16. 消えた蜃気楼（俺はイシュトヴァーン'95） 17. グイン・サーガのテーマ〈GUIN with Panther Head〉 | -                                         | 1995年11月1日  | 1995年上演のミュージカルに使用された楽曲集。                                                              |
| 光の公女            | 1. 赤い街道の盗賊 2. クムの都ルーアン 3. 間奏曲 I（湖上の虜囚） 4. 光の公女 5. 間奏曲 II（水の離宮バイア） 6. アリの野望 7. 間奏曲 III 8. ESCAPE | 淡海悟郎 (3,5,7)、LEGEND (1,2,4,6,8)      | 1996年10月1日  | 正伝24、26、27、31巻のストーリーをもとにして、 イシュトヴァーンによるアムネリス救出劇を中心として音楽化。 |
| 幽霊船              | 1. 前奏曲〜海 I 2. 組曲 ヴァラキアの少年 (1)カメロン (2)イシュトヴァーン (3)オリー・トレヴァーン 3. 間奏曲〜海 II 4. 幽霊船 5. ニギディア 6. 間奏曲〜海 III 7. 組曲 クラーケン (1)黒いイシュタル (2)船の墓場 (3)クラーケン 8. 海のレクイエム | 淡海悟郎                                  | 1997年5月21日  | 外伝3巻のストーリーを音楽化。                                                                             |

- 『グイン・サーガ クロニクル』（トイズワークス）
  - 正伝70巻までと外伝16巻までのすべての挿絵を収めたハードカバーと、日本コロムビアより発売されたイメージアルバム全12タイトル13枚を収録した限定ボックス。2001年3月予約受付、同年5月発送。
- シンセサイザー・ファンタジー・シリーズ（日本コロムビア）
  - デジタル・トリップ わが青春のアルカディア
  - デジタル・トリップ クラッシャージョウ
  - デジタル・トリップ Dr.スランプ アラレちゃん
  - デジタル・トリップ SFアニメの世界
- 虹神殿 イメージアルバム（日本コロムビア） ※鳥図明児原作
- サウンド・ノベル 魔界水滸伝 イメージアルバム（ポニーキャニオン） ※栗本薫原作
- ディズニー・ストリングス・ファンタジーII（ディズニーランドレコード/日本コロムビア）

### サウンドトラック

#### テレビドラマ
- 大都会 PARTII（NTV）
- 魔拳!カンフーチェン（YTV）
- 激闘!カンフーチェン（YTV）
- 青春はみだし刑事（YTV）
- 光戦隊マスクマン（ANB）
- 優しい関係（CBC）

#### テレビアニメ
- 科学冒険隊タンサー5（東京12ch）
- 銀牙 -流れ星 銀-（ANB）
- ピグマリオ（TX）
- とんでぶーりん（MBS）
- スーパーフィッシング グランダー武蔵（TX）
- 未来少年コナンII タイガアドベンチャー（TBS）

#### テレビ教育番組
- おかあさんといっしょ（NHK）
- 英語であそぼ（NHK）

#### 劇場映画
- 超人ロック[5]
- GREY デジタル・ターゲット[6]
- 龍飛岬[7][8]
- 丹波哲郎の大霊界 死んだらどうなる
- 丹波哲郎の大霊界2 死んだらおどろいた!![9]
- 超高層ハンティング[10]

#### ビデオ映画
- イーストサイド・ワルツ 悦楽の園（東映Vシネマ）

### プロレス関連
- 『世界の荒鷲』（坂口征二入場テーマ） - 作曲。演奏・ミノタウロス
- 『阿修羅PART1、阿修羅PART2』（阿修羅・原入場テーマ） - 作曲。演奏・ミノタウロス
- 『スタフォロスの戦い』（ミスター・ポーゴ入場テーマ） - 作曲。

### その他
- 日光山輪王寺 テレビCM - CMソング「福来い囃子」の作曲
- 東京ディズニーリゾート - パーク内BGMの編曲、CM音楽作曲など